# Firmin Pons
 (novembre 2013).
Si vous disposez d'ouvrages ou d'articles de référence ou si vous connaissez des sites web de qualité traitant du thème abordé ici, merci de compléter l'article en donnant les références utiles à sa vérifiabilité et en les liant à la section « Notes et références ».

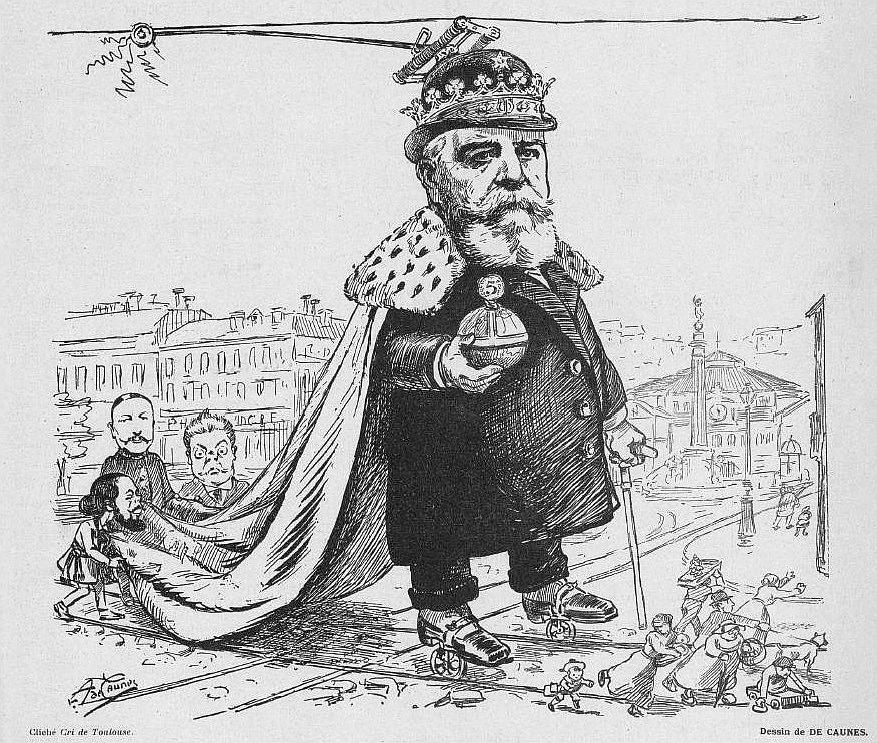
Firmin Pons, dit 'l'Empereur Pons', en 1917.

Firmin Pons, né à Auterive (Haute-Garonne) le  28 octobre 1847 et mort le 18 septembre 1920, est un entrepreneur français.

## Biographie
Joseph Firmin Toussaint Pons, naît le 28 octobre 1847, est le fils d'Eugène Barthélémy Casimir Pons, meunier à Auterive et créateur en novembre 1862 des premiers transports en commun toulousains. Il effectue sa scolarité au Lycée de Toulouse puis entre à l'École centrale (promotion 1869) dont il sort avec le diplôme d'ingénieur.
Firmin Pons participe ensuite à la guerre franco-allemande de 1870 au cours de laquelle il est sous-officier du Génie au fort des Barres près de Belfort. Le conflit le marquera au point qu'il est à l’origine de l'érection du monument des Artilleurs mobiles de la Haute-Garonne situé au cimetière de Terre-Cabade.
À sa démobilisation, Firmin Pons succède à son père décédé le 10 janvier 1871. Il dirige la compagnie privée des omnibus puis tramways toulousains de 1871 à sa mort le 18 septembre 1920. 
Surnommé « l'empereur Pons », il est à l'époque l'un des hommes les plus riches de Toulouse et l'artisan du développement des transports en commun dans la ville. Il est vivement critiqué par le quotidien Le Midi socialiste pour sa supposée proximité avec le parti radical et son opposition aux socialistes.
Ses obsèques ont lieu le 20 septembre 1920 et sa dépouille est acheminé à Auterive où il repose dans la sépulture familiale.

## Distinction
- Il devient Officier de la Légion d'honneur en mars 1919[7].